# Thorleif Schjelderup (Skispringer)
Thorleif Schjelderup (* 20. Januar 1920 in Oslo; † 28. Mai 2006 ebenda) war ein norwegischer Skispringer.

## Werdegang
Schjelderup war der Sohn des bekannten Bergsteigers Ferdinand Schjelderup und Marie Leigh Vogt. Von 1940 bis 1944 war er mit der Schauspielerin Sossen Krohg verheiratet. Aus der Ehe gingen zwei Söhne hervor. 1948 heiratete er in zweiter Ehe die Sopranistin Anne Brown, mit der er eine Tochter hat.
Schjelderup war der erste norwegische Skispringer, der einen Sprung über 100 Meter stand (in Planica). Nachdem er 1947 in Tistedalen die Silbermedaille und 1948 in Strinda die Bronzemedaille bei den Norwegischen Meisterschaften gewonnen hatte, gehörte er im selben Jahr zum Aufgebot für die Olympischen Spiele. Bei den Olympischen Winterspielen 1948 in St. Moritz gewann er die Bronzemedaille hinter seinen Landsmännern Petter Hugsted und Birger Ruud.
Nach dem Ende seiner aktiven Sportlerlaufbahn war er von 1957 bis 1962 Nationaltrainer der norwegischen Skispringer. In den 1970er Jahren veröffentlichte er eine Reihe von Büchern über Sport, Reisen und die norwegische Natur.